# レビュー交響楽
宝塚グランド・ロマン『レビュー交響楽』（レビューこうきょうがく）は宝塚歌劇団のミュージカル作品。2部38場。
星組公演。

## 概要
アメリカの舞台芸術のプロデューサー、フローレンツ・ジーグフェルドと、彼を取り巻く舞台に生きる様々な人達の哀歓を描いた物語。
星組トップ娘役の湖条れいかの宝塚サヨナラ公演。
宝塚歌劇団72期生の初舞台公演の演目。

## 構成
第1楽章 すべて人生は劇場に
第2楽章 レビュー・レビュー・レビュー

## あらすじ（第一楽章）
※『宝塚歌劇100年史（舞台編）』の宝塚大劇場公演を参考にした。
ジーグフェルドの妻で看板スターのアンナは、新スターの台頭で地位を脅かされ、苦しんだ挙句にライバルの劇場に移籍してしまう。その代役の座を踊り子の一人であるビリーが射止め、彼女の友人オードリーは一人寂しく舞台を去る。

## 公演期間と公演場所
- 1986年3月28日 - 5月13日（第一回・新人公演：4月11日、第二回・新人公演：4月25日） 宝塚大劇場
- 1986年7月4日 - 7月30日（第一回・新人公演：7月15日、第二回・新人公演：7月16日） 東京宝塚劇場

新人公演は第一回、第二回とも第1楽章のみ

## スタッフ
※氏名の後ろに「宝塚」、「東京」の文字がなければ両公演共通。
- 作・演出：植田紳爾
- 監修：清水俊二、野口久光、双葉十三郎
- 作曲・編曲：寺田瀧雄、中元清純、入江薫
- 編曲：小高根凡平
- 音楽指揮：野村陽児（宝塚）、岡田良機（宝塚）、大谷肇（東京）
- 振付：喜多弘、岡正躬、羽山紀代美、黒瀧月紀夫、植田紳爾
- 装置：渡辺正男
- 衣装：静間潮太郎、中川菊枝
- 照明：今井直次
- 小道具：上田特市
- 効果：川ノ上智洋
- 音響監督：松永浩志
- 演技監督：美吉左久子
- 演出助手：谷正純、日比野桃子
- 舞台進行：馬場弘和、高階弘之
- 製作担当：柏原正一（東京）
- 制作：久国高

## 主な配役

### 第1楽章

#### 本公演
- フローレンツ・ジーグフェルド - 峰さを理
- ビリー・バーク - 南風まい
- オードリー・レイン - 湖条れいか
- ボビー・コーネリー - 日向薫
- トニー・バーク - 紫苑ゆう
- アンナ・ヘルド - 矢代鴻
- ファニー・ブライス - 藤京子
- お涼 - 松本悠里
- セドリック・ジーグフェルド - 小柳日鶴
- ルイーゼ・ジーグフェルド - 恵さかえ
- ジルダ・バーク - 葉山三千子
- ニコラ - 夏美よう
- アンディ・ローマン - 萬あきら
- ハリエット・ペニングトン - 一樹千尋
- セレモニーの男 - 新城まゆみ

#### 新人公演
※「／」を挟んで左側が第一回、右側が第二回の配役
- フローレンツ・ジーグフェルド - 三城礼／燁明
- オードリー・レイン - 花愛望都／洲悠花
- ビリー・バーク - 毬藻えり／綾瀬るり
- ボビー - 大輝ゆう／千珠晄
- トニー - 愛甲充／英真なおき
- セレモニーの男 - 泉つかさ／海峡ひろき
- ルイーゼ・ジーグフェルド - 朝雲こがね／邦城麻矢
- セドリック・ジーグフェルド - 松風良／希波千愛
- お涼 - 出雲綾／朝露あかり

### 第2楽章
- 花笠の女 - 松本悠里
- ロケットS、蛇の日傘の男、チャイニーズ・ボーイS、羽根扇の男、紳士 - 峰さを理
- ロケット、パリの歌手S、ダンシング・エイジの男 - 日向薫、紫苑ゆう
- ロケット、チャイニーズ・ガールS - 南風まい
- ロケット、パリの歌手S、タンゴの淑女 - 湖条れいか
- ロケット、花笠の男、踊る男 - 新城まゆみ
- アラビアの男S - 萬あきら
- アラビアの女S - 風間イリヤ

東京の変更点
- 第八場・レビュー・オリエンタルのアラビアの女S - 南風まい

## 主な楽曲
- 愛のシンフォニー
- レビュー万歳
- 私は欲しいあなたの愛を
- 私とあなたは名コンビ
- やるんだニコラ！
- 愛かえらぬ日々
- 君の瞳に僕が映る
- すべては劇場に
- アフロ

備考
- 宝塚歌劇団星組 「レビュー交響楽」 実況録音LP(TMP1110〜1111)